# Hamju-gun
Hamju-gun (koreanska: 함주군) är en kommun i Nordkorea.   Den ligger i provinsen Hamnam, i den centrala delen av landet, 160 km nordost om huvudstaden Pyongyang.